# Vikend (1967.)
Vikend (fran. Week End) je Francuska satira iz 1967. koju je režirao Jean-Luc Godard. Film nema prave radnje nego se sve vrti oko putovanja egoističnog i bogatog bračnog para s autom po Francuskoj i njihovim susretima s čudnim osobama. U filmu se daju naslutiti teme o propadanju buržoazije i moderne civlizacije čiji put ne vodi nikamo.

## Filmska ekipa
Režija: Jean-Luc Godard
Glume: Mireille Darc (Corinne), Jean Yanne (Roland), Jean-Pierre Kalfon (Vođa FLSO-a), Jean-Pierre Leaud (Louis de Saint-Just/Čovjek u telefonskoj govornici), Blandine Jeanson (Emily Bronte) i dr.

## Radnja
Corinne priča svojem suprugu Rolandu kako je imala aferu, no njemu je to svejedno. Jednog dana mrzovoljni buržoazijski par odlazi s autom otići nasljediti novac Corinneinog umirućeg oca. No njihov put se ubrzo pretvori u katastrofu; s autom ogrebu tuđi automobile pa ih vlasnik vozila gađa puškom. Uz to upadnu u ogromnu gužvu, kolone, neljubazne ljude. Povedu nekog autostopera koji se zove Balsam i koji tvrdi da je božji sin te da će im ispuniti sve želje ako ga povedu do Londona, no oni ga izbace pa im se pokvari auto. Tako Corinne i Roland nastave put pješice. Sretnu slavnu spisateljicu iz 19. stoljeća Emily Bronte koja ih počne gnjaviti svojim recitacijama pa ju Roland zapali. Također sretnu i Louisa de Saint-Justa, pijanista/vozača kamiona koji ih povede. Ubrzo ubiju staricu koja je željela promijeniti oporuku te naslijede novac. Corinne se priključi grupi revolucionara koji ubiju Rolanda.

## Nagrade
- Nominacija za Zlatnog medvjeda u Berlinu

## Kritike
Poput većine Godardovih ranijih filmova, i “Vikend” je bio većinom hvaljen. Za neke je bio pametna metafilmska satira, dok je za druge dosadan i besmislen kaos. Jeffrey M. Anderson je hvalio film: „Ono što izdvaja Godarda je njegova predanost kinematografiji. Za njega, film je razgovor između filmaša i publike. Bez obzira koliko puno ideja stavi u film, on zna kako da ih natjera da teku...Konačno, „Vikend“ ima neobičan smješak usmjeren prema samim sebi, kao da Godard gleda iza kamere te se smije svojim vlastitim trikovima. I to je to što ga čini remek-djelom“. Christopher Null je također pisao pohvale: „Mnogi će današnji filmofili pogledati ovaj film i reči; „Što je ovo?!“ Ovaj film je apstraktna osuda potrošačkog društva, politike, te uglavnom svega o čovječanstvu...Ovo je vrsta filma koji bi se svidio Monty Pythonima...Godardove kritike i opservacije tadašnjeg modernog društva nisu ništa posebno – neki bi rekli da su mnogi Bunuelovi filmovi to napravili puno bolje – no dajte čovjeku pohvale što se naljutio na ljudsko stanje u stilu“, kao i Roger Ebert; „Godinom za godinom, Godard je ljuštio slojeve jezika kinematografije. Sada, u „Vikendu“, je stigao do samih kostiju. Ovo je njegov najbolji film, i njegov najinventivniji. Ovo je gotovo čisti film. Definitivno će ga mnogi mrziti. Ali publika uvijek treba neko vrijeme da uhvati revolucionarne filmove“. 
S druge strane, Jay Antani je otvoreno priznao da mu se film nije svidio: „Ovo je „Gospodar muha“ s odraslima, te za Left bank intelektualce, prepun pretencioznih protesta i pod utjecajem od previše kave i cigareta...Tendenciozno zastario ekspriment avangardne naracije kinematografije...Na kraju Godard provokator ne uspijeva pretvoriti svoj nekoherentni materijal u išta što ima neke emotivne ili filozofske vrijednosti. Kažem filozofske, ne političke, jer se politika ne uklapa dobro u formu naracije“.

## Vanjske poveznice
- Vikend u internetskoj bazi filmova IMDb-a
- Recenzije na Rottentomatoes.com
- Filmzentrale.com  Arhivirana inačica izvorne stranice od 20. listopada 2006. (Wayback Machine) (njemački jezik)
- Kratki opis filma (njemački jezik)